# Jämmervattnet
Jämmervattnet är en sjö i Strömsunds kommun i Ångermanland och ingår i Ångermanälvens huvudavrinningsområde. Sjön har en area på 0,266 kvadratkilometer och ligger 266 meter över havet. Sjön avvattnas av vattendraget Jämmervattenbäcken.

## Delavrinningsområde
Jämmervattnet ingår i det delavrinningsområde (711510-151947) som SMHI kallar för Utloppet av Jämmervattnet. Medelhöjden är 291 meter över havet och ytan är 3,13 kvadratkilometer. Det finns ett avrinningsområde uppströms, och räknas det in blir den ackumulerade arean 27,32 kvadratkilometer. Jämmervattenbäcken som avvattnar avrinningsområdet har biflödesordning 3, vilket innebär att vattnet flödar genom totalt 3 vattendrag innan det når havet efter 186 kilometer. Avrinningsområdet består mestadels av skog (59 procent). Avrinningsområdet har 0,27 kvadratkilometer vattenytor vilket ger det en sjöprocent på 8,5 procent.